# Pseuderanthemum
- Commons
- Wikispecies

Pseuderanthemum Radlk., segundo o Sistema APG II, é um género botânico pertencente à família Acanthaceae.

## Sinonímia
| - Antheliacanthus Ridl. - Buceragenia Greenm. | - Chrestienia Montrouz., nom. invál. - Siphoneranthemum (Oerst.) Kuntze |

## Espécies
- Pseuderanthemum acuminatissimum
- Pseuderanthemum acuminatum
- Pseuderanthemum adenocalix
- Pseuderanthemum adenocarpum
- Pseuderanthemum affine
- «Lista das espécies»

## Nome e referências
Pseuderanthemum Radlkofer, 1883

## Classificação do gênero
| Sistema | Classificação                       | Referência            |
| ------- | ----------------------------------- | --------------------- |
| APG II  | Ordem Lamiales, família Acanthaceae | APweb, versão 9, 2008 |